# Квадратне число
Квадрат або квадратне число — додатне ціле число, яке може бути записане у вигляді квадрата деякого іншого числа (інакше кажучи, число, квадратний корінь якого цілий). Геометрично таке число може бути представлене у вигляді площі квадрата з цілочисловою стороною.
Наприклад, 9 — квадратне число, бо його можна записати у вигляді 3 × 3.

## Деякі властивості
- Квадратне число номер {\displaystyle n} дорівнює {\displaystyle n}2
- 4 різних квадрати не можуть утворювати арифметичну прогресію. (Приклад трьох квадратів, які утворюють арифметичну прогресію: 1, 25, 49)
- {\displaystyle 1^{2}+2^{2}+3^{2}+\dots +n^{2}=n(n+1)(2n+1)/6}
- Кожне число може бути представлене як сума 4 квадратів (Теорема Лагранжа про чотири квадрати).
- В кільці {\displaystyle Z_{p}} (де {\displaystyle p} — непарне просте) {\displaystyle (p+1)/2} елементів є квадратами.
- 4900 — єдине число > 1, яке одночасно є квадратним і пірамідальним.
- Суми пар послідовних трикутних чисел є квадратними числами.
- Остання цифра квадрата (в десятковому записі) може бути лише 0, 1, 4, 5, 6, 9.
- Дві останні цифри квадрата (в десятковому записі) можуть бути тільки 00, 01, 04, 09, 16, 21, 24, 25, 29, 36, 41, 44, 49, 56, 61, 64, 69, 76, 81, 84, 89, 96.
- Квадратні числа (і тільки вони) мають непарну кількість дільників.

## Геометричне представлення
| 1 | 1 |
| - | - |
| * | x |

| 4             | 4             |
| ------------- | ------------- |
| * · * · * · * | * · * · * · * |

| 9                                 | 9                                 |
| --------------------------------- | --------------------------------- |
| * · * · * · * · * · * · * · * · * | * · * · * · * · * · * · * · * · * |

| 16                                                            | 16                                                            |
| ------------------------------------------------------------- | ------------------------------------------------------------- |
| * · * · * · * · * · * · * · * · * · * · * · * · * · * · * · * | * · * · * · * · * · * · * · * · * · * · * · * · * · * · * · * |

| 25                                                                                                | 25                                                                                                |
| ------------------------------------------------------------------------------------------------- | ------------------------------------------------------------------------------------------------- |
| * · * · * · * · * · * · * · * · * · * · * · * · * · * · * · * · * · * · * · * · * · * · * · * · * | * · * · * · * · * · * · * · * · * · * · * · * · * · * · * · * · * · * · * · * · * · * · * · * · * |

## Квадрати перших п'ятдесяти чисел
1, 4, 9, 16, 25, 36, 49, 64, 81, 100, 121, 144, 169, 196, 225, 256, 289, 324, 361, 400, 441, 484, 529, 576, 625, 676, 729, 784, 841, 900, 961, 1024, 1089, 1156, 1225, 1296, 1369, 1444, 1521, 1600, 1681, 1764, 1849, 1936, 2025, 2116, 2209, 2304, 2401, 2500 (послідовність A000290 з Онлайн енциклопедії послідовностей цілих чисел, OEIS)